# Bettancourt-la-Ferrée
Bettancourt-la-Ferrée település Franciaországban, Haute-Marne megyében. Lakosainak száma 1797 fő (2022. január 1.). Bettancourt-la-Ferrée Saint-Dizier, Ancerville és Chancenay községekkel határos.

## Népesség
A település népességének változása:
| Lakosok száma | 1113 | 2295 | 2286 | 1886 | 1722 | 1705 | 1697 | 1792 | 1794 | 1797 |
|               | 1968 | 1982 | 1990 | 2006 | 2013 | 2015 | 2017 | 2019 | 2020 | 2022 |